# Sonntag (Austria)
Sonntag – gmina w Austrii, w kraju związkowym Vorarlberg, w powiecie Bludenz. Liczy 681 mieszkańców (1 stycznia 2015).